# Гулевичі (село)
Гуле́вичі — село в Україні, у Попельнастівській сільській громаді Олександрійського району Кіровоградської області. Населення становить 1 особа.

## Населення
Згідно з переписом УРСР 1989 року чисельність наявного населення села становила 25 осіб, з яких 9 чоловіків та 16 жінок.
За переписом населення України 2001 року в селі мешкало 8 осіб. 100 % населення вказало своєю рідною мовою українську мову.